# 卡塔通博市
卡塔通博市（西班牙語：Municipio Catatumbo），是委內瑞拉的一個市，位於該國西北部蘇利亞州，首府設於恩孔特拉多斯，始建於1980年，面積5,387平方公里，海拔高度1米，2011年人口40,702，人口密度每平方公里7.56人。